# Lee Yoon-hyung
coréen : 이윤형
Lee Yoon-hyung (en coréen : 이윤형), née le 26 avril 1979 est morte le 18 novembre 2005 d'un suicide, Elle était une millionnaire sud-coréenne et fille président du Groupe Samsung, Lee Kun-hee. Elle se tue en se pendant dans son appartement de l'Astor Place, dans l'East Village à Manhattan le 18 novembre 2005.

## Vie et éducation
Lee Yoon-hyung est née le 26 avril 1979 en Corée du Sud . Elle est la fille de Lee Kun-hee, président de Samsung, et de Hong Ra-hee. C'est la plus jeune de leurs quatre enfants ; elle a un frère aîné, Lee Jae-yong et deux sœurs aînées, Lee Boo-jin et Lee Seo-hyun.
Elle est diplômée de l'université pour femmes Ewha de Séoul avec un baccalauréat ès lettres en langue française et en littérature française. Elle est étudiante de première année en gestion des arts à la Steinhardt School of Culture, Education and Human Development de l'université de New York.
En 2003, elle possède 191 millions de dollars d'actions Samsung.
Elle est adepte des courses automobiles ainsi que de nombreux sports extrêmes. Elle a également lancé un blog personnel devenu très populaire en Corée du Sud, où elle montre sa vie quotidienne au public.

## Mort
Sa cause de décès a été initialement rapportée dans les médias américains et sud-coréens comme un accident de voiture en raison de la stigmatisation sociale contre le suicide en Corée ; mais les détails réels ont ensuite été publiés après des enquêtes par des journalistes du Korea Times. Au moment de sa mort, Lee Yoon-hyung est étudiante diplômée à la Steinhardt School of Culture et son père est aux États-Unis pour un traitement contre le cancer du poumon. Un portier de son immeuble a dit aux journalistes qu'elle restait parfois dans son appartement une semaine entière, et que son père lui avait interdit d'épouser son petit ami coréen de la classe moyenne. Au moment de sa mort, Lee Yoon-hyung possède une fortune personnelle de plus de 157 millions de dollars.